# Facundo Melivilo
Facundo Emmanuel Melivilo (General Pacheco, 12 agosto 1992) è un calciatore argentino, centrocampista del Fénix.

## Caratteristiche tecniche
È un esterno sinistro.

## Carriera
Cresciuto nel settore giovanile del Platense, ha esordito in prima squadra il 28 novembre 2019 disputando l'incontro di Primera B Nacional pareggiato 0-0 contro l'Aldosivi.